# Jannes de Vries
Jannes de Vries (Meppel, 1901 - 1986) was een Nederlands kunstenaar en lid van de Groninger kunstkring De Ploeg.

## Opleiding
Zijn ouders hadden een hotel-café ‘De Energie’. Zij hadden niet veel vertrouwen in de artistieke aspiraties van hun zoon. Jannes de Vries begon daarom zijn werkzame leven op het kantoor van een advocaat. Deze stelde hem in staat toelatingsexamen te doen voor de Normaalschool voor Tekenleraren in Amsterdam. In 1920 vertrok De Vries naar Amsterdam. In 1922 werd de opleiding voltooid met het behalen van de MO-akten Handtekenen en Lijntekenen. Hij keerde vervolgens terug naar Meppel om korte tijd als tekenleraar les te geven.

## Parijs en de Mediterrane wereld
In januari 1923 vertrok De Vries naar Parijs. Hij schreef zich in bij de École des Beaux Arts, een traditionele klassieke opleiding. Naast de verplichte klassieke opdrachten van deze academie werkte De Vries ook aan een meer persoonlijk handschrift door te studeren aan de Académie Colarossi in Montparnasse.
In 1923 reisde Jannes de Vries via Clermont-Ferrand naar Florence en Rome. Het dure leven in Rome deed hem uitwijken naar het kunstenaarsdorp Anticoli Corrado, waar hij kunstenaars uit andere delen van Europa ontmoette. Van hieruit maakte hij een tocht naar Lipari, waar hij getroffen werd door de rijke kleurschakeringen. De schilderijen die hier ontstonden behoren tot het beste van zijn oeuvre. In het schilderij ‘Vulcano’ (olieverf op papier, 1924) is de verandering in zijn manier van werken zichtbaar. Hij schrijft daarover (Siersma, 2004, 18):
’Ik ervaar hoe langer hoe meer dat ik een totaal bewegingsbeeld moet vasthouden en dit ‘geziene’ in mij moet laten groeien. Zo verplaatst mijn werkterrein zich van buiten naar binnen, al kom ik ook nog steeds met bergen notities thuis’.
Deze wijze van werken kwam goed van pas in Noord-Afrika. Hij was in de lente van 1924 naar Tunis vertrokken. Omdat het schilderen ‘naar de natuur’ in een islamitisch land niet vanzelfsprekend was, was zijn nieuwe aanpak in de nieuwe context effectief. Hij observeert op straat en werkt daarna in de beslotenheid van zijn atelier de opgedane impressies verder uit.
Na 1945 keerde hij regelmatig terug naar de Mediterrane wereld. Met name Noord-Afrika was voor hem een favoriete bestemming.

## Jannes de Vries en De Ploeg
Eenmaal terug in Nederland vond De Vries een baan als tekenleraar aan het Stedelijk Gymnasium in Groningen. Hij werd in 1924 lid van de Kunstkring De Ploeg en in 1926 nam hij voor het eerst deel aan een Ploeg-tentoonstelling. In 1926 (tijdens de roerige periode van De Ploeg) werd hij voorzitter. Hij had te midden van de schilders van De Ploeg een eigen positie en hij heeft ondanks zijn grote buitenlandse ervaring geen wezenlijk invloed gehad op het werk van de ander Ploegleden. 

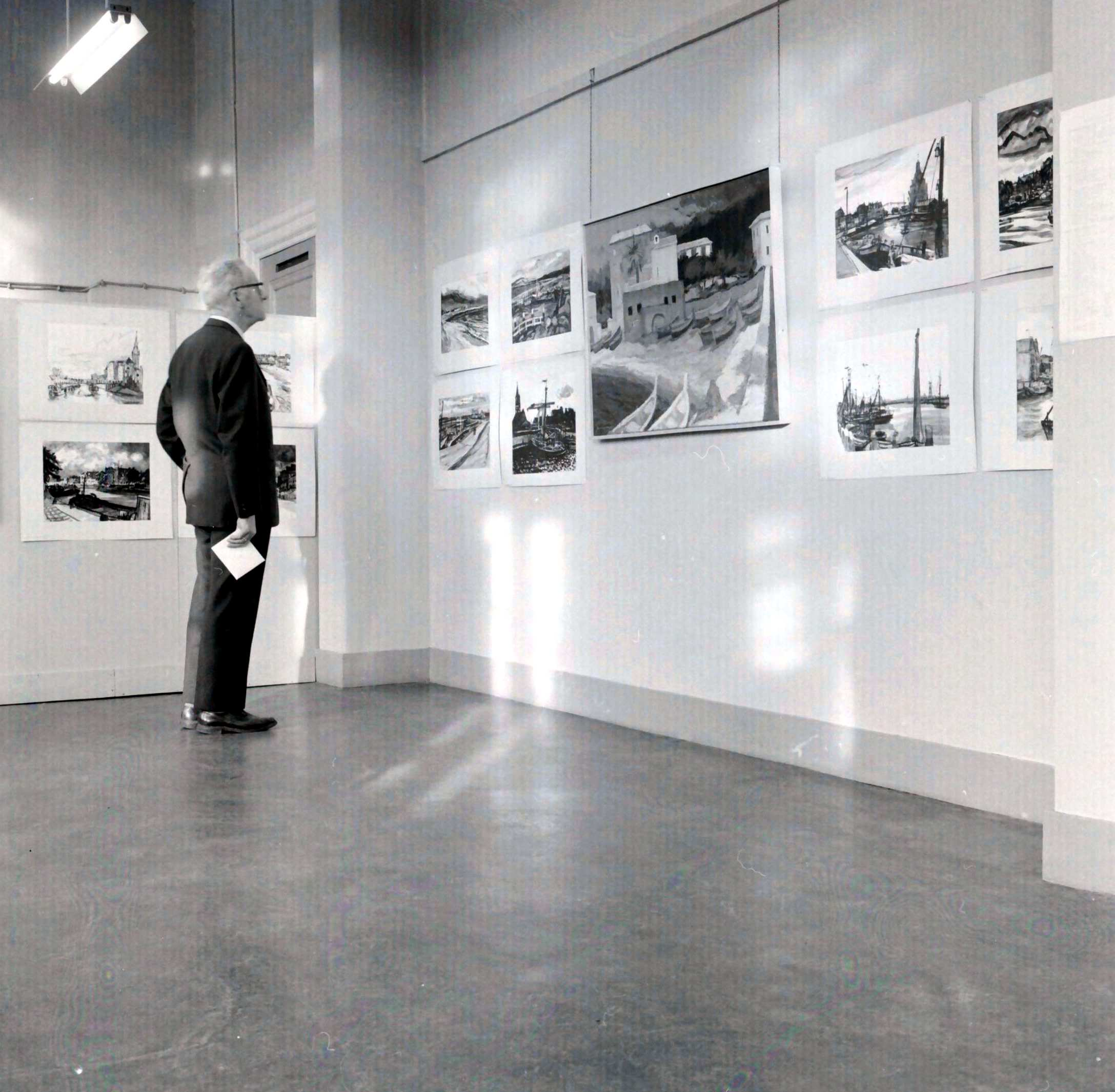
Expositie Schetsen te Water van De Vries in Noordelijk Scheepvaartmuseum, 1972-73

Wel tonen zijn Groningse landschappen uit de jaren 1930-1980 bij vlagen een heftig expressieve penseelvoering, hoge horizonten, silhouetachtige afbeeldingen van kerken, dorpen en boerderijen en soms dreigende luchten (‘Gezicht op Oostum’, wasverf op board, 1939, ‘Reitdiep’, olieverf op doek, 1974 en ‘Zon over het Hogeland’, wasverf op doek, 1956 kunnen als voorbeelden gelden). In 1983 werd hem het ere-lidmaatschap van De Ploeg toegekend als waardering voor de vele verdiensten.
In de Marktpleinkerk van Winschoten hangen 15 werken van hem. De stukken (alle Bijbelse voorstellingen) zijn aangekocht door de burgerlijke gemeente ( Winschoten) en in bruikleen aan de Protestantse gemeente afgestaan. Voor de toeristen zijn de werken in de zomermaanden, juli en augustus, te bezichtigen op vrijdagmiddag en zaterdagmiddag van 14.00 tot 17.00 uur.

## Grafisch (ontwerp)werk
Zoals veel Ploegleden hield Jannes de Vries zich ook bezig met grafisch werk voor commerciële doeleinden. Zijn deeltijdbaan als tekenleraar verschafte hem onvoldoende financiële middelen en de opbrengsten van zijn schilderijen waren niet genoeg om het tekort aan te vullen. Zijn activiteiten op het vlak van illustratie- en reclamewerk waren zo succesvol dat hij zich liet bijstaan door freelance medewerkers. Het ‘Bureau J. de Vries Ontwerper’ werd bekend door de ontwerpen voor verpakkingsblik van Tjoklat (zoals van Tjoklat camée-pastilles), Red Band pastilles en F. Broekema (koffie en thee). 
Daarnaast werd hij in opdracht van verschillende uitgeverijen boekbandontwerper. De inkomsten uit deze activiteiten verschaften Jannes de Vries de middelen om in 1937 een zomerhuis in Hooghalen te laten bouwen. Het ontwerpbureau was tot in de jaren 60 van de twintigste eeuw actief. Van het werk is overigens weinig bewaard gebleven.
- Biografisch Portaal: 01831212
- Gemeinsame Normdatei: 118997157
- International Standard Name Identifier: 0000 0000 2015 2221
- Nederlandse Thesaurus van Auteursnamen: 413247589
- RKD-Nederlands Instituut voor Kunstgeschiedenis: 82114
- Union List of Artist Names: 500178845
- Virtual International Authority File: 3271282